# José de la Vega Marrugal
José de la Vega Marrugal – hiszpański malarz pochodzący z Sewilli.
Był uczniem Romero Lopeza i Eduarda Cano. Studiował w Akademii Sztuk Pięknych w Sewillii, gdzie później został profesorem. Malował dzieła o tematyce rodzajowej, takie jak Un corral de Sevilla, El capellán de Santa Clara, Uvas mollares, Uvas luises, La niña de los pavos i El paseo. Na zlecenie miasta Sewilla namalował portret Krzysztofa Kolumba, wystawiony w czasie obchodów 400 rocznicy odkrycia Ameryki.